# Сафонов, Александр Сергеевич
Александр Сергеевич Сафонов (род. 28 ноября 1943, Погребище, Винницкая область) — старший диктор Украинского телевидения Государственной телерадиовещательной компании Украины, заслуженный артист УССР (1982), народный артист Украины (1994).

## Биография
Родился 28 ноября 1943 года в пгт Погребище Винницкой области.
С 1966 по 1972 год учился на режиссёрском факультете Ленинградского государственного института культуры.
Работал в театральной студии при Киевском украинском драматическом театре имени И. Франко и Львовском украинском драматическом театре имени М. Заньковецкой.
С декабря 1967 года — диктор на львовской студии телевидения, с декабря 1978 года — диктор Государственной телерадиовещательной компании Украины.
С 2009 года прикован к инвалидной коляске из-за неудачной операции.

## Награды
- Народный артист Украины (1994)[1];
- Заслуженный артист Украинской ССР (1982)[1].